# 29244 Van Damme
29244 Van Damme è un asteroide della fascia principale. Scoperto nel 1992, presenta un'orbita caratterizzata da un semiasse maggiore pari a 2,6026865 UA e da un'eccentricità di 0,1601189, inclinata di 13,16666° rispetto all'eclittica.